# 克里斯汀·施拉德-弗雷谢特
克里斯汀·施拉德-弗雷谢特（Kristin Shrader-Frechette，1944年出生）现任圣母大学（University of Notre Dame）生物科学系和哲学系奥尼尔家族教授。她此前曾在加州大学和佛罗里达大学担任高级教授职务。她的大部分研究工作致力于分析风险评估、公共卫生或环境正义领域的伦理问题——特别是与放射性、生态和能源相关风险有关的问题。
施拉德-弗雷谢特在40多年前首创了“生态正义”（ecological justice）一词，该词后来逐渐演变为“环境正义”（environmental justice）。其中，“环境不公”指的是一些群体不成比例地承受环境风险、在获取清洁空气或水等资源方面不平等、或在决定是否施加环境风险方面缺乏平等话语权的情况。施拉德-弗雷谢特被认为是环境正义运动的创始人之一，同时也是“代际公平”（intergenerational equity）理念的早期倡导者，该理念认为未来世代的环境问题对当代人同样具有重要意义。
施拉德-弗雷谢特曾获得全球公民奖（Global Citizenship Award），并被《天主教文摘》（Catholic Digest）评为美国及世界的12位“英雄”之一。

## 教育背景
克里斯汀·施拉德-弗雷谢特在泽维尔大学学习物理学，并于1967年以最优等成绩毕业。她于1972年在圣母大学获得哲学博士学位。施拉德-弗雷谢特还完成了涉及生物学、经济学和水文地质学领域的博士后研究工作。

## 著作
施拉德-弗雷谢特已发表超过380篇论文和16部书籍/专著，包括：
- 《埋葬不确定性：风险与反对核废料地质处置的理由》（Burying Uncertainty: Risk and the Case Against Geological Disposal of Nuclear Waste, 1993）；
- 《生态学方法》（Method in Ecology, 1993）；
- 《科学研究的伦理》（The Ethics of Scientific Research, 1994）；
- 《技术与人类价值》（Technology and Human Values, 1996）；
- 《环境正义：创造平等，重振民主》（Environmental Justice: Creating Equality, Reclaiming Democracy, 2002）；
- 《采取行动，拯救生命：我们保护环境与公共健康的责任》（Taking Action, Saving Lives: Our Duties to Protect Environmental and Public Health, 2007）；
- 《什么将起作用：用可再生能源而非核能应对气候变化》（What Will Work: Fighting Climate Change with Renewable Energy, Not Nuclear Power, 2011）。

她的书籍和文章已被翻译成13种语言。施拉德-弗雷谢特目前正在撰写两部新著：《风险评估的风险》（Risks of Risk Assessment）和《科学与公共政策哲学》（Philosophy of Science and Public Policy）。
施拉德-弗雷谢特在2011年的著作《什么将起作用》中指出，核电并非一种经济或实用的技术：

本书运用市场数据、科学研究和伦理分析来说明，为何我们应寻求绿色能源和节能，而非核裂变（核电）来应对全球气候变化。第6章引用了哈佛大学、普林斯顿大学和美国能源部的经典科学研究，展示了改进的节能和能源效率——加上增加风能和太阳能光伏发电的使用——如何能以低于化石燃料或核裂变的成本满足所有能源需求。

## 奖项与荣誉
- 2004年：获颁世界技术奖（World Technology Award）。[2]
- 2007年：被《天主教文摘》（Catholic Digest）评为12位“美国及世界英雄”（Heroes for the US and the World）之一，以表彰她为少数族裔和贫困社区提供的无偿（pro-bono）环境正义工作。
- 2011年：获得塔夫茨大学（Tufts University）授予的让·梅耶全球公民奖（Jean Mayer Global Citizenship Award）。[1]
- 2023年：因其在定量风险评估方法方面的研究、阻止环境不公的无偿工作，荣获日本秋英国际奖（International Cosmos Prize）。